# Neufgrange
Neufgrange (deutsch Neuscheuern) ist eine französische Gemeinde mit 1349 Einwohnern (Stand 1. Januar 2022) im Département Moselle in der Region Grand Est (bis 2015 Lothringen). Sie gehört zum Arrondissement Sarreguemines.

## Geografie
Neufgrange liegt drei Kilometer südlich von Saargemünd und etwa 15 Kilometer von Saarbrücken entfernt auf einer Höhe zwischen 214 und 278 m über dem Meeresspiegel. Das Gemeindegebiet umfasst 7,17 km² und grenzt im Südosten an das Elsass. 
Der Haltepunkt Neufgrange lag an der Bahnstrecke Berthelming–Sarreguemines.

## Geschichte
Neufgrange gehörte im 18. Jahrhundert bis zur Französischen Revolution der Familie Jacquemin. Deren Wappen (goldener Balken auf blauem Grund) wurde in das Gemeindewappen übernommen. Die Muscheln sind das Symbol des Kirchenpatrons St. Michael.

## Bevölkerungsentwicklung
| Jahr      | 1962 | 1968 | 1975 | 1982 | 1990 | 1999 | 2007 | 2019 |
| Einwohner | 771  | 936  | 1000 | 1107 | 1234 | 1270 | 1352 | 1357 |

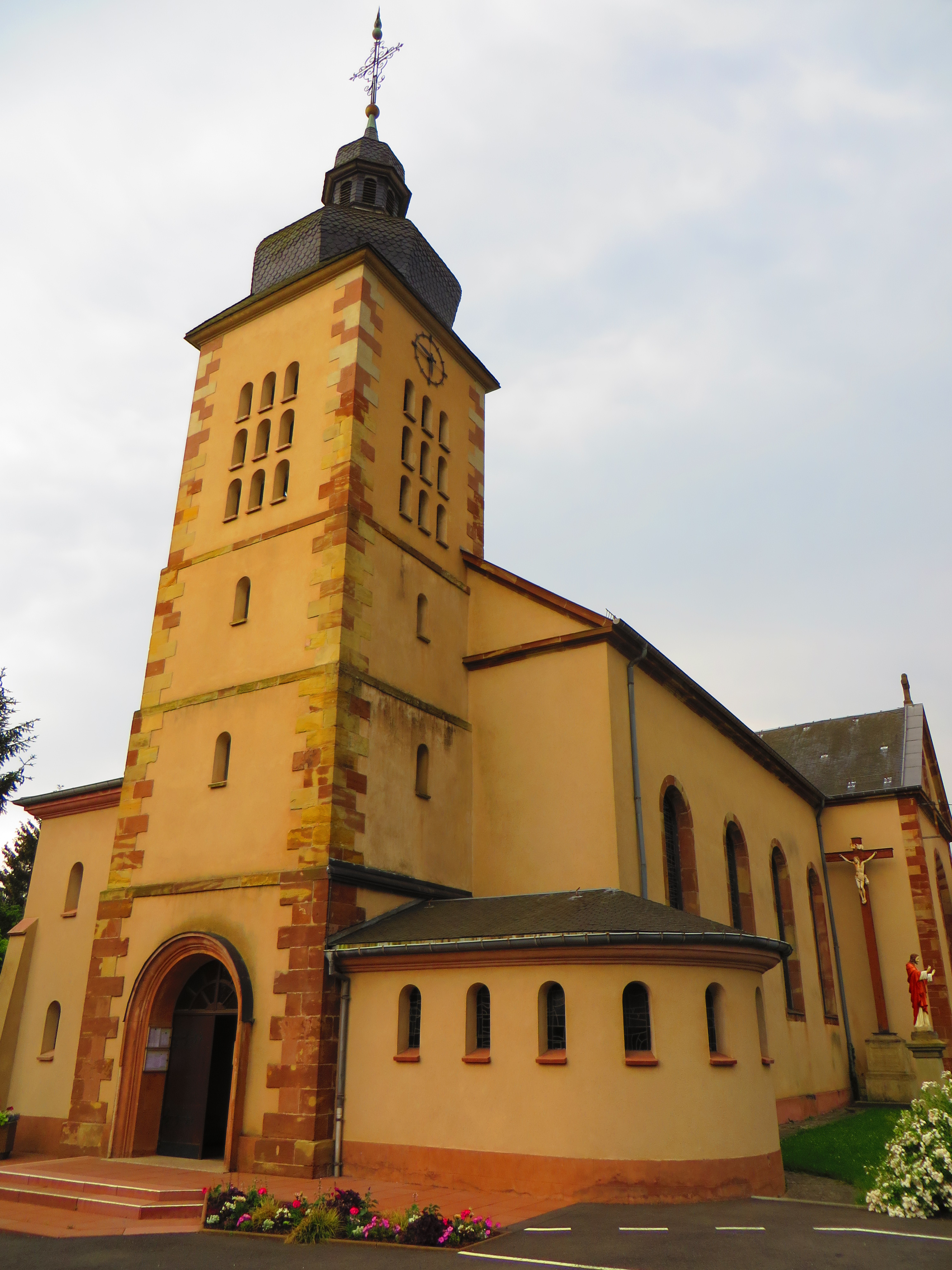
Kirche St. Michael
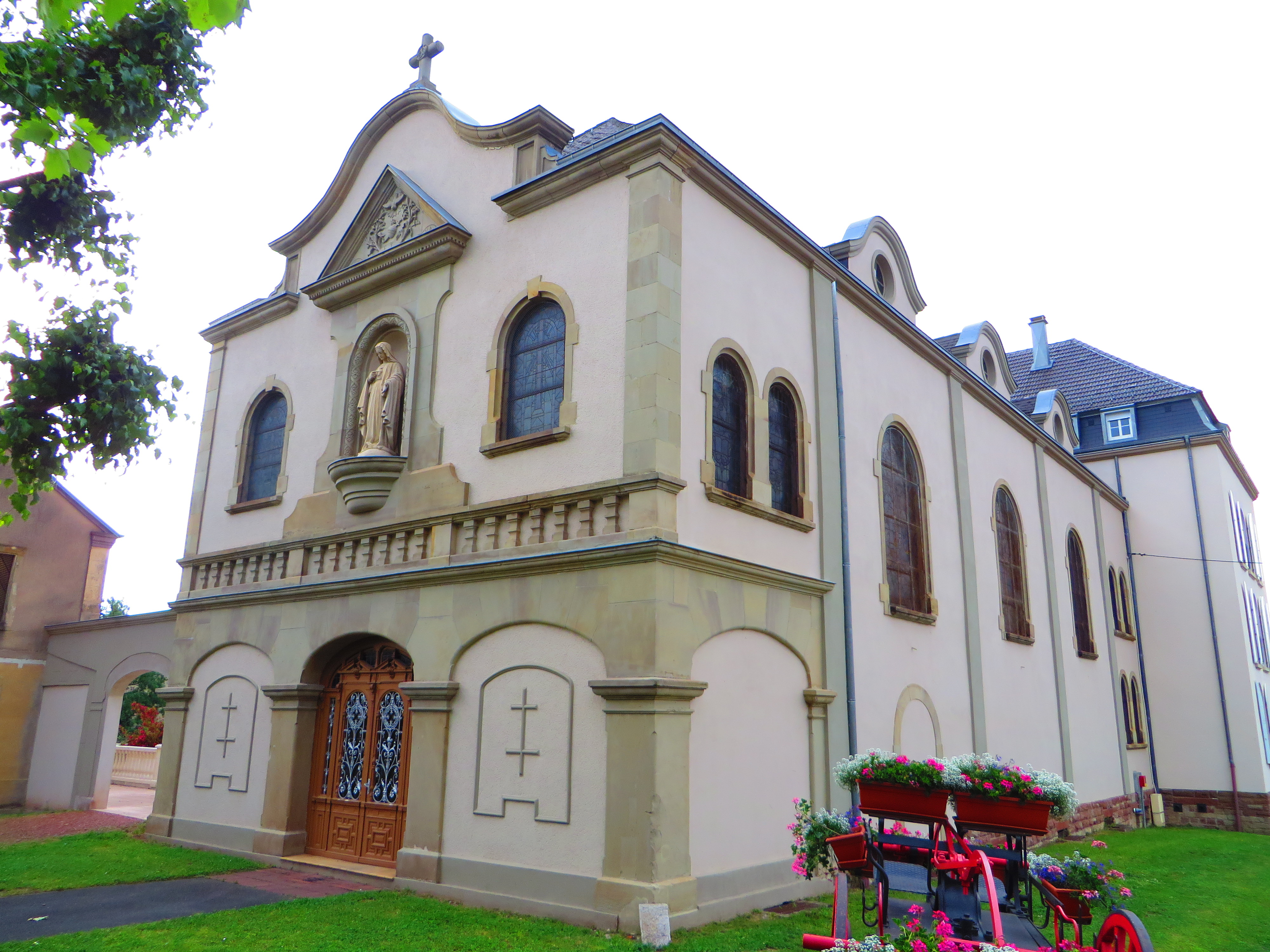
Kapelle des ehemaligen Klosters der Kirchenväter

## Belege
1. ↑  Wappenbeschreibung auf genealogie-lorraine.fr (französisch)